# بن زیمر
بن زیمر (انگلیسی: Ben Zimmer؛ زادهٔ ۱۹۷۱) یک فرهنگ‌نویس، و زبان‌شناس آمریکایی است.